# گریت کایزر
گریت کایزر (هلندی: Gerrit Keizer; ۱۸ اوت ۱۹۱۰ – ۵ دسامبر ۱۹۸۰) بازیکن فوتبال اهل هلند بود.

## باشگاهی
از باشگاه‌هایی که در آن بازی کرده‌است می‌توان به باشگاه فوتبال آرسنال، باشگاه فوتبال چارلتون اتلتیک، و باشگاه فوتبال آژاکس آمستردام اشاره کرد.